# Вольнянка (Вольнянский район)
Вольнянка (укр. Вільнянка) — село,
Любимовский сельский совет,
Вольнянский район,
Запорожская область,
Украина.
Код КОАТУУ — 2321582504. Население по переписи 2001 года составляло 74 человека.

## Географическое положение
Село Вольнянка находится на берегу реки Вольнянка, выше по течению примыкает к городу Вольнянск и селу Новосёловка, ниже по течению на расстоянии в 1 км расположено село Гарасовка.
К селу примыкает большой массив садовых участков.

## История
- 1898 год — дата основания как село Кривобокова.
- В 1946 году переименовано в село Вольнянка.

## Археология и палеогенетика
У обитателей неолитических захоронений мариупольского типа из могильника Вольнянка (Volniensky, Vilnianka) определены митохондриальные гаплогруппы U2e1, U4b, U4b1a, U4b1b1, U4d, U5a2a, U5b2a1a и Y-хромосомные гаплогруппы I, I2, I2a2, I2a2a, I2a2a1b1.